# Mehmed VI
Mehmed VI, właśc. Mehmed Vahdettin lub Mehmed Vahideddin (ur. 14 stycznia 1861 w Konstantynopolu, zm. 16 maja 1926 w San Remo) – ostatni sułtan Imperium Osmańskiego.

## Życiorys
W 1916 został następcą tronu, po tym gdy Yusuf Izzeddin najstarszy syn sułtana Abdülaziza popełnił samobójstwo. Został koronowany 4 lipca 1918.
Objął władzę w najbardziej dramatycznym dla imperium momencie, ponieważ przegrało ono I wojnę światową, a spora jego część została podzielona pomiędzy Francję i Wielką Brytanię. Terytoria te zostały później uznane za mandatowe. W 1920 Turcja podpisała traktat z Sèvres, który dokonując podziału dawnego imperium m.in. potwierdził mandaty, ograniczył wielkość sił zbrojnych oraz wprowadził kapitulacje, czyli wyjęcie cudzoziemców spod sądów tureckich. Wywołało to opór tureckich nacjonalistów. Nowy rząd pod przywództwem Mustafy Kemala odsunął skompromitowanych poprzedników przejmując władzę. W związku z tymi wydarzeniami sułtanat został zniesiony 1 listopada 1922.
Odsunięty od władzy sułtan wyjechał z kraju na pokładzie brytyjskiego pancernika HMS "Malaya" kilkanaście dni później. Zmarł na wygnaniu w San Remo. Został pochowany w Damaszku. 